# 柴田紳
柴田 紳（しばた しん、1975年8月1日 - ）は、日本の実業家。ネットプロテクションズホールディングス創業者・代表取締役社長、日本後払い決済サービス協会会長。2002年に日本で先駆け的に後払い決済サービス事業を立ち上げるなどし、アーンスト・アンド・ヤング・アントレプレナー・オブ・ザ・イヤー特別賞等を受賞。

## 人物・経歴
福岡県宗像市出身。福岡県立福岡高等学校を経て、1998年一橋大学社会学部卒業。大学では社会心理学ゼミに所属し、また、テレビ局でアシスタントディレクターのアルバイトに2年半従事した。
1998年日商岩井（現双日）入社、物資部煙草課配属。煙草事業のスキームが完成されており暇だったので、インターネット・バブル時代にIT部門での事業にも従事。2001年ITX入社。同社でネットプロテクションズに投資を行い、事業実態のなかった同社で後払い決済サービス事業を立ち上げる。2004年からネットプロテクションズ代表取締役社長。
創業社長としてCTOの鈴木史朗と2人で後払いサービスの立ち上げを進め、EY アントレプレナー・オブ・ザ・イヤー 2017 ジャパン特別賞受賞。2018年ネットプロテクションズホールディングス代表取締役社長、ネットプロテクションズ代表取締役。2021年初の業界団体である日本後払い決済サービス協会の会長に就任。